# Minamoto no Yoshinaka
En aquest nom japonès, el cognom és Minamoto.
Minamoto no Yoshinaka (源義仲) (1154 – 1184) va ser un general tardà del Període Heian. Un membre del Clan Minamoto, Minamoto no Yoritomo va ser el seu cosí i rival durant la Guerra Genpei entre els Minamoto i els Taira.

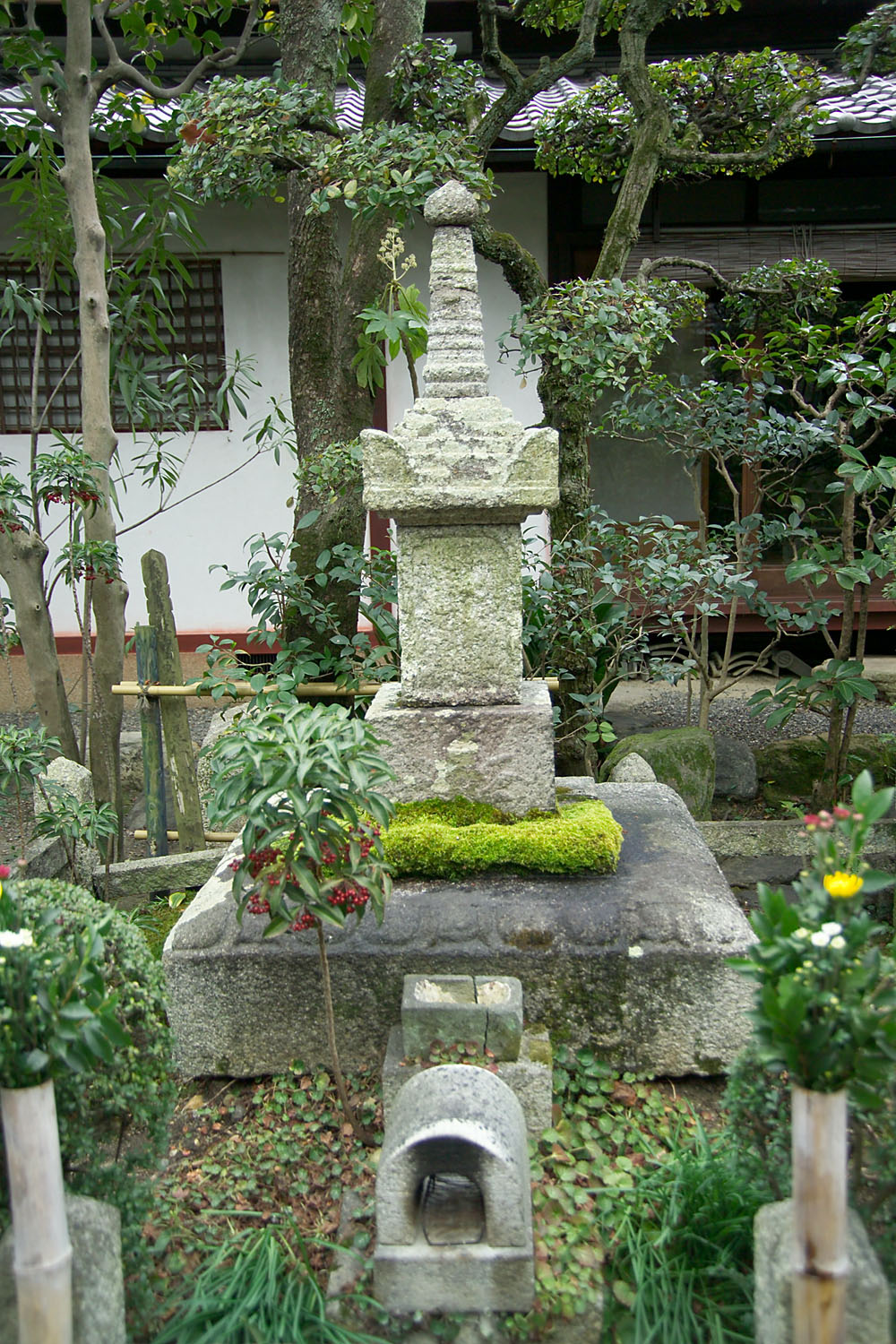
Tomba de Yoshinaka

Va néixer a la província de Musashi (actualment dins de Kantō, el pare de Minamoto no Yoshikata va morir i el seu domini va ser pres per Minamoto no Yoshihira en una disputa familiar quan ell encara era un nadó. Yoshihira va intentar de matar Yoshinaka, però ell es va escapar a la província de Shinano (actual Prefectura de Nagano).
Yoshinaka va vèncer l'exèrcit de Taira no Koremori a la batalla de Kurikara i va marxar a Kyoto. Els Taira se va retirar fora de la capital, agafant de nen l'Emperador Antoku amb ells. Tres dies més tard l'exèrcit de Yoshinaka va entrar al capital i la clausura de l'emperador Go-Shirakawa que li va atorgar el títol de Shogun Asahi. Tot i això, el seu exèrcit va saquejar Kyoto, i l'emperador li ordenà atacar als Taira, amb la finalitat d'obtenir l'exèrcit fora de la capital.